# Рудник Панораон
Рудник Панораон – колишнє гірничодобувне підприємство на сході філіппінського острова Мінданао, яке займалось розробкою однойменного мідного родовища. 
Розробкою Панораон опікувалась компанія Samar Mining Company, Inc. (SAMICO), що з другої половини 1950-х вже вела видобуток міді на рудниках Масара (дещо південніше від Панораон). Втім, вона не змогла самостійно реалізувати проект і в 1968-му уклала угоду про спільну діяльність з компанією INCO Mines, яка стала оператором та запустила видобуток, при цьому руду відправляли на збагачувальну фабрику Масара.  
Вже у 1972-му більша частина кар’єру виявилась засипаною унаслідок великого зсуву, після чого роботи так і не відновили. За короткочасний період розробки з Панараон вилучили 0,2 млн тон руди із середнім вмістом міді 0,8% (та вмістом золота 7 грам на тону). 
В 1982-му права на Панораон отримала компанія North Davao Mining Corporation, проте станом на початок 2020-х до розробки справа не дійшла.